# Лорета фон Спонхайм
Лорета фон Залм (на немски: Loretta von Sponheim, Laorette von Salm, Lorette von Salm; * 1300, Вож; † 1346) е графиня от Горен Залм в Люксембург и чрез женитба графиня на Спонхайм (1324 – 1331).

## Живот
Тя е дъщеря на граф Йохан I фон Залм († 1330/1338) и съпругата му Жана дьо Жоанвил.
Сестра е на граф Симон I († 1346). Тя говори немски и френски.
Лорета се омъжва на 16 години преди 20 януари 1314 г. за граф Хайнрих II фон Спонхайм-Щаркенбург Млади († 1323). След смъртта му през 1323 г. Лорета поема регентството. Тя мести резиденцията от Волфщайн в Щаркенбург на Мозел. Нейният свекър Йохан II умира през 1324 г. и младата вдовица трябва сама да управлява графството.
Тя умира през 1346 г. и е погребана в абатството Химерод.

## Деца
Лорета и Хайнрих II фон Спонхайм-Щаркенбург имат децата:
- Йохан III Стари (1315 – 1398), граф на Спонхайм-Щаркенбург, женен 1331 г. за Мехтхилд фон Пфалц (1312 – 1375), дъщеря на пфалцграф Рудолф I фон Пфалц
- Хайнрих, каноник в Страсбург, Аахен
- Готфрид († 1396), архидякон в Лонгюйон